# Предел Швингера
Предел Швингера — величина напряженности электрического поля, при которой квантовая электродинамика становится нелинейной теорией. Значение предела определяется выражением:
{\displaystyle E_{S}={\frac {m_{e}^{2}c^{3}}{q_{e}\hbar }}\simeq 1.3\times 10^{18}\,}В/м,
здесь me — масса электрона, c — скорость света в вакууме, qe — элементарный электрический заряд, а ħ — редуцированная постоянная Планка.
Предел назван в честь американского физика Джулиана Швингера.